# Goetheplatz (metrostation)
Goetheplatz is een metrostation op de grens van de wijken Isarvorstadt en Ludwigsvorstadt van de Duitse stad München. Het station werd geopend op 19 oktober 1971 en wordt bediend door de lijnen U3 en U6 van de metro van München.